# Adriana Caselotti
Adriana Elena Loretta Caselotti (ur. 6 maja 1916 w Bridgeport w stanie Connecticut, zm. 19 stycznia 1997 w Los Angeles) – amerykańska aktorka filmowa i dubbingowa, również piosenkarka. Najbardziej znana z użyczenia głosu tytułowej bohaterce filmu Królewna Śnieżka i siedmiu krasnoludków.

## Życiorys
W 1935 roku, po krótkim okresie pracy jako chórzystka, Walt Disney zaproponował Adrianie udzielenia głosu głównej bohaterce jego nadchodzącego filmu, Królewnie Śnieżce. Po sukcesie animacji już nigdy nie zagrała w żadnym innym filmie, Disney chciał by Adriana już na zawsze została tylko jego Śnieżką i zabraniał innym reżyserom angażowania aktorki w swoich projektach.
W 1994 roku została odznaczona nagrodą Disney Legends.

## Życie prywatne
Jej rodzice byli włoskimi imigrantami.
Czterokrotnie zamężna. Jej pierwszym mężem był Robert James Chard, którego poślubiła w 1945 roku. Małżeństwo zakończyło się rozwodem. Następnie poznała aktora Norvala Weira Mitchella, którego poślubiła w 1952 roku. Po ślubie przeszedł na emeryturę i zmarł w 1972 roku. W tym samym roku wyszła za mąż za Josepha Danę Costigana, który zmarł w 1982. Caselotti poślubiła swojego ostatniego męża, Josepha Laureata Floriana St. Pierre'a, w 1989 r., jednak ostatecznie rozwiedli się.
Zmarła na raka w swoim domu w Los Angeles. 

## Filmografia
- 1939: Czarnoksiężnik z Oz – Julia

### Dubbing
- 1937: Królewna Śnieżka i siedmiu krasnoludków – Królewna Śnieżka